# Traumdeutung
Traumdeutung bzw. Oneirologie (griechisch ὄνειρος oneiros, deutsch ‚der Traum‘) bezeichnet jene Tätigkeiten und weltanschaulichen Konzepte, die hinter den im Traum erlebten Bildern, Handlungen und Gefühlen jeweils eine bestimmte, meist wichtige symbolische Botschaft vermuten und versuchen, sie methodisch zu deuten.
Die moderne Traumdeutung beruht auf den Forschungen Sigmund Freuds, dessen psychoanalytische Theorie das Traumgeschehen als wichtige Informationsquelle über unbewusste Erlebensweisen des Menschen auffasst. In zahlreichen Publikationen legt sie eine Theorie dar, welche die Entstehung und Bedeutung der Träume sowie ihre Deutung systematisiert. In seinem Werk Die Traumdeutung bezeichnet Freud solche Arbeit deswegen auch als Traumanalyse.

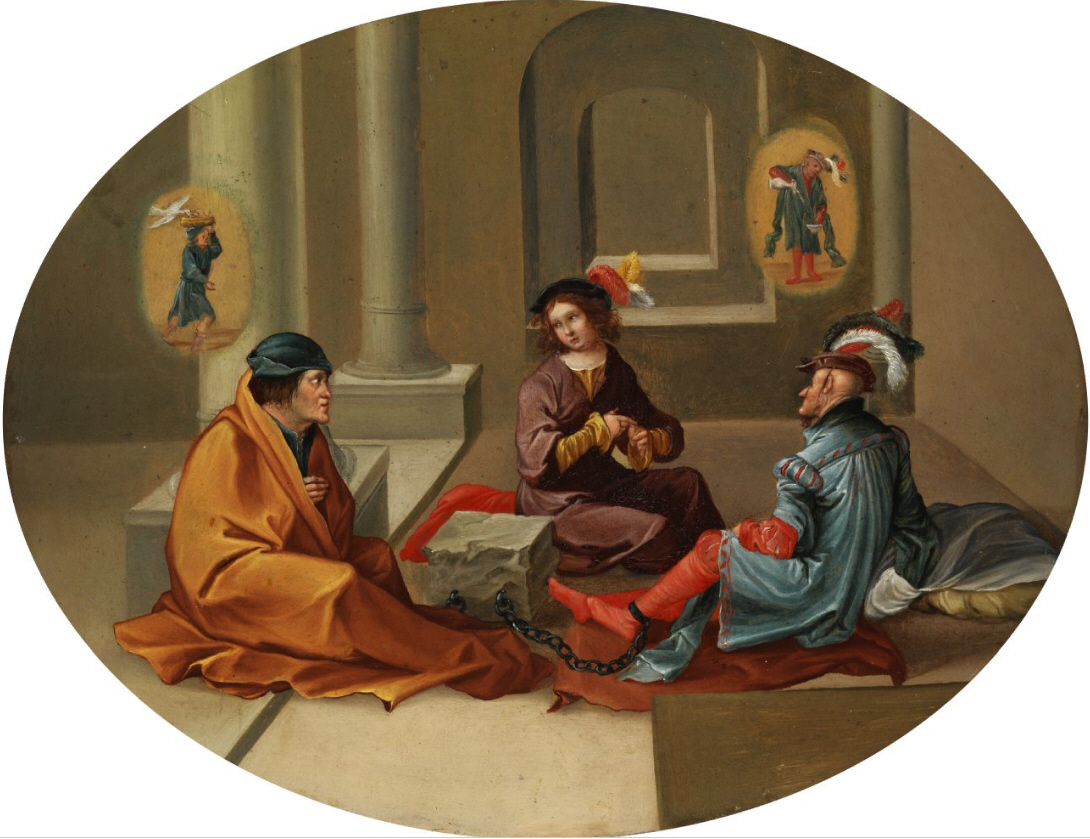
Joseph deutet die Träume zweier Gefangener, 17. Jahrhundert

## Geschichte der Traumdeutung

### Frühe Zeugnisse aus dem Nahen/Mittleren Osten und Europa
Dokumente ältester Schriftkulturen enthalten auch Träume und Traumdeutungen. In der Antike wurde den Träumen eine göttliche oder dämonische Quelle zugeschrieben, die dem Menschen auf diesem Wege eine Botschaft übermittelte oder ihn in Versuchung führte. Bereits der altägyptische König Merikare sah um 2170 v. Chr. den Traum als Hinweis auf zukünftige Ereignisse. Aus der Zeit des Mittleren Reiches ist eine Liste von 200 Traumdeutungen überliefert. Der älteste Hinweis auf ein Ritual zur Erlangung eines Traums als göttlicher Botschaft und damit der älteste schriftliche Hinweis auf Träume überhaupt findet sich wahrscheinlich schon auf der Geierstele des sumerischen Königs E-ana-tum von Lagaš, ca. 2450 v. Chr. Es heißt, der Gott sei zu Häupten des liegenden Königs hingetreten, was aufgrund jüngerer Parallelen wohl als Traumritual zu deuten ist. Der Stadtfürst Gudea von Lagaš (ca. 2130 v. Chr.) berichtet von Träumen, in denen er angewiesen wird, einen Tempel zu bauen. Für die Deutung der Traumbilder holt er sich Rat bei einer Göttin, die als professionelle Traumdeuterin bezeichnet wird. In der altbabylonischen Zeit (ca. 2000 bis 1600 v. Chr.) sind zahlreiche literarische Träume sowohl in sumerischer als auch in akkadischer Sprache überliefert. Hinzu kommen auch Berichte über Träume aus Briefen. Insbesondere in der altbabylonischen Fassung des Gilgamesch-Epos werden viele sehr lebhafte Träume geschildert. Zum Beispiel berichtet Gilgamesch seiner Mutter über einen Traum: „Da lag eine Axt und die Leute sammelten sich darum. Das Aussehen der Axt war seltsam. Ich sah sie und wurde froh. Ich liebte sie wie eine Ehefrau, liebkoste über ihr. Ich nahm sie und tat sie an meine Seite“. Seine Mutter deutet den Traum als Hinweis auf die Ankunft seines späteren Freundes Enkidu. Zahlreiche weitere literarische Traumberichte finden sich in der mesopotamischen Literatur bis zum letzten babylonischen König Nabonid (556–539 v. Chr.) Daneben gab es auch Sammlungen von Traum-Omina, in denen aus bestimmten Träumen auf zukünftige Ereignisse geschlossen wird. Die umfangreichste Sammlung ist das heute so genannte Assyrische Traumbuch, das 11 Tafeln umfasste und in der Bibliothek des Königs von Assyrien Assurbanipal (669 bis 631/27 v. Chr.) gefunden wurde. Notiert wurde auch, zu welcher Zeit in der Nacht der Traum erschienen war, und entsprechend wurde ihm mehr oder weniger Bedeutung beigemessen.
Das Alte Testament der Bibel enthält rund 20 Träume, von denen Jakobs Traum von den Engeln auf der Himmelsleiter (Gen 28,12 ) und die Traumdeutungen durch Joseph besonders bekannt sind. Die gottgesandten Träume im Alten Testament sind meist ein Privileg der Propheten. So spricht Jahwe aus der Wolkensäule zu Aaron und Mirjam: „Wenn es bei euch einen Propheten gibt, so gebe ich mich ihm in Visionen zu erkennen und rede mit ihm im Traum“ (Num 12,6 ). Zugleich wird im Alten Testament auch vor Missbrauch gewarnt (z. B. Jer 27,9 ). Im Talmud und allgemein der jüdischen religiösen Tradition spielten Traum und Traumdeutung eine große Rolle. Im 3. Jh. z. B. lehrte Rabbi Chisda: „Ein ungedeuteter Traum gleicht einem ungelesenen Brief.“
Im Neuen Testament sind Träume entscheidend im Ablauf der Heilsgeschichte: Jesus’ Vater Josef träumt, er solle den Sohn seiner Verlobten Maria annehmen, wenngleich er nicht von ihm gezeugt wurde (Matthäus 1,20 ); Die Sterndeuter verraten das Jesuskind aufgrund eines Warntraumes nicht an Herodes (Mt 2,12 ), während Josef aufgrund eines Traumes mit Frau und Kind nach Ägypten flieht (Mt 2,13 ) und aus gleichem Anlass später wieder zurückkehrt (Mt 2,19 ). Auch der Apostel Paulus lässt sich später durch einen Traum leiten (Apg 16,9 ). Trotzdem stand das frühe Christentum der Traumdeutung überwiegend ängstlich und verdammend gegenüber, nur Heiligen wurde ihr Sinn zugestanden. Dies änderte sich im Hochmittelalter hin zu mehr Anerkennung, bevor die kirchlich akzeptierte Traumdeutung wieder in den Wirren der Hexenverfolgung unterging.
Eine Besonderheit bildeten im griechischen Asklepioskult die erwarteten Heilbehandlungsvorschläge aus der Trauminkubation während eines Tempelschlafs: Die Patienten mussten sich reinigen, ein Opfer bringen und sich dann vor den Götterstatuen im Allerheiligsten schlafen legen. Der Tempelschlaf war bereits im Alten Ägypten gängige Praxis, von Priestern als Traumdeutungsspezialisten betreut; so wurde der spätägyptische Gott Serapis, der die Träume schickte, dem Asklepios gleichgesetzt. Volkstümliche Auffassungen bildeten die Grundlage der Oneiromantie und sollen von biblischen Propheten wie Daniel praktiziert worden sein. Der wichtigste Traumdeuter der griechischen Antike war Artemidor von Daldis (2. Jh. n. Chr.). Die Geschichte der Traumdeutung oder „Traumdeuterey“ lässt sich in Europa vor allem durch die sogenannten Traumbücher nachvollziehen, in denen Traumsymbolen zukunftsweisende Bedeutungen zugemessen wurden. Auch diese standen in langer Tradition: Als ältestes Traumlexikon ist das des Antiphon von Rhamnus (480-411) bekannt.
Die arabischsprachigen Traumhandbücher des mittelalterlichen islamischen Kulturraumes benutzen die gleichen Formeln wie altägyptische und babylonische Omen-Texte: „Wenn ein Mann das und das im Traum sieht“, dann passiert dies und das. Sie lehnen sich zum Teil an Artemidor an, machten in ihren Einleitungen aber den Bezug der Träume zum Göttlichen deutlich. Der bekannteste Traumdeuter der islamischen Tradition war Ibn Sīrīn (gest. 728), dem zahlreiche Traum-Handbücher zugeschrieben worden sind. Bei den meisten dieser Handbücher handelt es sich allerdings um Fehlzuschreibungen. Im frühen 11. Jahrhundert verfasste Abū Saʿd ad-Dīnawarī ein umfassendes Traumhandbuch für den abbasidischen Kalifen al-Qādir bi-'llāh (reg. 991–1031), in dem er die muslimische und die griechische Traumdeutungstradition zum Ausgleich zu bringen versuchte. Seine Einleitung schloss er mit einer langen Liste von Namen muslimischer und nicht-muslimischer Traumdeuter. Seine Hauptautorität war allerdings Artemidor. Eine der klassischen Methoden in der muslimischen Traumdeutung war es, eine etymologische oder scheinetymologische Verbindung zwischen dem Traum und seiner Bedeutung herzustellen. Ad-Dīnawarī meinte zum Beispiel, dass das Vorkommen eines Christen (naṣrānī) in einem Traum dem Träumenden Sieg (naṣr) verheiße. – Auch im Koran werden zahlreiche Träume berichtet. Der islamische Gebetsruf und sein Text gehen auf den Traum eines Gefolgsmannes des Propheten Mohammed zurück.

### Neuzeit bis vor der modernen Psychologie
Seit dem Zeitalter der Aufklärung wird der Charakter des Traums als Überbringer von Botschaften philosophisch bezweifelt. Im 18. Jh. wurden sämtliche Formen von Wahrsagerei wie auch die Träume zunehmend des Aberglaubens und der Scharlatanerie verdächtigt. Der Traum stellte Philosophen und Wissenschaftler vor ein Rätsel. Einerseits sollte eine klare Abgrenzung von Traum und (äußerer) Wirklichkeit vollzogen werden, andererseits wurde versucht, verschiedene Arten von Träumen deutend zu systematisieren. Beispielsweise wurden neben angenommenen übernatürlichen Ursachen (göttliche oder teuflische Einwirkungen), natürliche Ursachen wie Erinnerungen, Gefühlslagen oder Krankheiten diskutiert. Somit fand im 18. Jahrhundert eine Säkularisierung und Psychologisierung bei der Interpretation von Träumen statt. „Träume wurden als verworrene Funktion der Einbildungskraft abgetan. Gottgesandte Träume wurden nicht mehr benötigt. Träume entstanden im Schlaf, als die Vernunft vorübergehend ausgeschaltet war“; eine „romantische“ Gegenbewegung zum Rationalismus begann bezüglich Träumen aber bereits mit Johann Gottfried Herder in seiner Adreastea (1801–1803), wo der Traum zum Vorbild von Dichtung, besonders Märchen und Roman, wurde. 1814 erschien Gotthilf Heinrich von Schuberts einflussreiches Werk Die Symbolik des Traumes, in dem – zurückgreifend auf vor-aufklärerische Konzepte – den „Traumbildern“ wiederum eine „prophetische Combinationsgabe“ (S. 11) zugeschrieben wurde.

## Psychologische Herangehensweisen

### Sigmund Freud
Freud begründete die moderne Traumdeutung und zeigte in seinem Werk Die Traumdeutung Wege zur Aufdeckung des Traumsinns auf. Freud stellte eine Theorie auf, wonach Träume keine Produkte einer bloßen Verarbeitung vorheriger Tageserlebnisse seien. Ihnen wohne auch kein prophetischer Gehalt inne. Vielmehr sei der Traum eine Befriedigung eines verdrängten Triebwunsches und enthalte eine höchst intime „Botschaft“ über die von den Erfahrungen der Kindheit maßgeblich bedingte Situation des Träumenden. In der Tiefenpsychologie steht daher die systematische „Entschlüsselung“ der Träume im Dienste der Selbsterkenntnis und hat darüber hinaus eine existentielle Bedeutung für die psychische Diagnostik, die Voraussetzung einer fundierten Therapie.
Aus den Ergebnissen seiner Methode der Traumdeutung leitete Freud ab, dass es psychische Inhalte gebe, die aktiv daran gehindert werden, das Bewusstsein zu erreichen. Den dafür maßgeblichen Verdrängungs-Mechanismus bezeichnete er in Anlehnung an eine Maßnahme der Machtpolitik als „Zensur“. Der Vorgang der Traumgestaltung wird als „Primärprozess“ bezeichnet. Dieser Vorgang spielt sich im Unbewussten ab. Der Schlaf setze jedoch die kognitive Hemmung herab, die den Übergang unbewussten Materials zum Bewusstsein im Wachzustand verhindert, und ermögliche so den ins Unbewusste verdrängten Inhalten, sich zu Träumen zu gestalten und in dieser neuen Form das Vorbewusste und das Bewusstsein wieder zu erreichen als manifeste Trauminhalte (s. u.). Die Inhalte des Unbewussten – bei denen es sich immer um Bedürfnisse wie Hunger, Lust usw. handele (s. u.) – mit den Erlebnissen der vorherigen Tage (sogenannten Tagesresten), Eindrücken aus dem Langzeitgedächtnis und selbst Anteilen bewusster Erwägungen vermischt, alles „verdichtet“ zu primitiv oder auch höchst komplex anmutenden „filmischen“ Sequenzen und ohne Rücksicht gegen den im Wachzustand gewohnten Zeitverlauf „verschoben“. Ebenfalls scheinen gelegentlich die anderen Naturgesetze wie die Schwerkraft aufgehoben, was insgesamt dazu führe, dass sich der Sinn eines Traumes erst über den Umweg der Analyse erschließen lasse. Hauptverantwortlich dafür, dass die „Botschaft“ eines Traumes nicht unmittelbar nachvollzogen werden könne, sei aber die Zensur, die während des Schlafes zwar herabgesetzt, jedoch nicht gänzlich aufgehoben werde.
Die „tiefsten“ Inhalte der Träume entstammen Freuds Theorie zufolge dem Es, das weitreichend mit dem Unbewussten identisch sei – also triebhaften Bedürfnissen, die befriedigt werden sollen: teils, weil sie für die Erhaltung des Organismus unabdingbar seien (z. B. der Drang nach Ernährung), teils, weil erforderlich für seine Vermehrung (sexuelle Bedürfnisse).
Diese biologisch verankerten Wünsche, zu denen die der Neugierde und solche sozialer Natur hinzukommen – die Mutter-Kind- und die Gruppenbindungsbedürfnisse – bilden nach Freud das Hauptreservoir der psychischen Energie, der so genannten Libido. Aus ihrer Quelle gestalte sich der gesamte biologische Organismus und die von Freud nach drei Instanzen unterschiedene Struktur der Psyche: das Es, das Ich und das Über-Ich. Alle drei Instanzen seien verbunden mit spezifischen, auch organisch repräsentierten Funktionen, die im Zustand der psychischen Gesundheit konfliktfrei kooperieren. Erst die Erziehung zu Moral und Reinlichkeit, deren Vorschriften und Verhaltensnormen während der Kindheit vom Über-Ich verinnerlicht werden, seien dafür verantwortlich, dass diese Kooperation gestört wird und etliche Anteile der dem Es eigenen Triebwünsche das Ich-Bewusstsein nicht mehr erreichen. Dennoch blieben sie im Unbewussten erhalten, und so stelle jeder Traum einen Versuch des Es dar, diese Triebwünsche dem Ich, entgegen den Forderungen des Über-Ichs, bewusst zu machen. Aus diesen einander widerstrebenden Forderungen ergebe sich der sogenannte latente Inhalt des Traumes, seine in Symbolen verkleidete, einer Deutung bedürfenden Botschaft. Die latenten Trauminhalte werden von Freud auch Traumgedanken genannt.
Im Gegensatz hierzu stelle der manifeste Traum dar, was dem Träumer in Gestalt der ihm meist unverständlichen Symbole beim Erwachen im Gedächtnis haften blieb; er entspricht also nicht der „unter“ der bewusst erinnerten Oberfläche „latent“ vorliegenden, erst durch die analytische Arbeit aufzudeckenden Botschaft. Zu ihr gelange der Psychoanalytiker vor allem über die freien Assoziationen, die sein Klient über jedes erfragte Symbol seines Traumes anfertigen soll. Für die freie Assoziation wird der Träumer aufgefordert, sowohl spontane, unkritische als auch gezielt beschreibende Einfälle über die Symbole seines Traumes zu gewinnen. Mit Hilfe dieser zusätzlichen Informationen könne dann die unter der erinnerten Traumoberfläche verborgen gebliebene (latente) Botschaft ausfindig gemacht werden. Mit Hilfe der hier z. T. genannten Mechanismen der Traumarbeit wie Verschiebung, Verdichtung, Verbildlichung und Symbolbildung kann der Traum leichter entschlüsselt werden. Diesen Mechanismen kann man noch die Mechanismen der sekundären Verarbeitung hinzufügen, also der natürlichen Tendenz des Träumers, eine Form von „Sinn“ oder „Geschichte“ aus den verschiedenen Elementen des manifesten Inhalts zu erstellen.

### C. G. Jung
Carl Gustav Jung verstand den Traum als unmittelbar deutlich werdende Darstellung der inneren Wirklichkeit des Träumenden, d. h., es bedürfe von diesem keiner freien Assoziationen, um den Traum verstehen zu können. Jung stellte fest, dass man durch freie Assoziation von jedem beliebigen Objekt gleichermaßen zu den eigenen Komplexen gelange. Eine Untersuchung nach den Methoden Freuds führe jeweils zu den persönlichen Komplexen und damit weg vom spezifischen Traumsinn. Das besondere an Träumen seien jedoch die im Traum spezifisch verwendeten Symbole. Um den spezifischen Traumsinn zu verstehen, schlägt Jung statt der freien Assoziationen, die vom Traummaterial wegführen, eine „Umkreisung, deren Zentrum das Traumbild bleibt“, als Methode zur Traumdeutung vor. Indem man jedes einzelne Symbol eines Traumes mit direkt dazugehörigen persönlichen Assoziationen anreichert, sowie mit den unpersönlichen Amplifikationen, könne der Traumsinn deutlich werden.
Jung prägte auch den Begriff des kollektiven Unbewussten, ein Bereich, aus dem kulturunabhängig gleiche Motivbilder entstehen – z. B. Animus und Anima als „Personifikationen des Unbewussten“, als Bild der Seele, das sich in Träumen meist in weiblicher Gestalt im Manne und als männliche Gestalt in der Frau zeigt.
Jung teilte Freuds Auffassung, dass Träume ein „Königsweg zum Unbewussten“ seien. Jedoch unterscheiden sich die Ansätze Jungs und Freuds wie oben angedeutet folgendermaßen:
- Dadurch, dass Jung die unpersönliche, kollektive Bedeutung des jeweiligen Symbols zu den persönlichen Assoziationen hinzunimmt. Jung betonte, dass es keine „gebrauchsfertige systematische Anleitungen zur Traumdeutung“ gibt, „als ob man einfach ein Nachschlagewerk kaufen und ein bestimmtes Symbol und seine Bedeutung heraussuchen könnte. Kein Traumsymbol kann von dem Menschen, der davon geträumt hat, abgetrennt werden; denn es gibt keine allgemeingültige Deutung für einen Traum.“ Motive und Symbole müssen jeweils „im Kontext des Traumes, nicht als sich selbst erklärende Chiffren gesehen werden“.[30] Die Traumdeutung „hängt ( …) von der persönlichen Situation des Einzelnen ab“. Jung betont: „Zwei verschiedene Personen können fast genau den gleichen Traum haben. Wenn aber zum Beispiel der eine jung und der andere alt ist, so sind auch ihre Probleme verschieden, und es wäre absurd, beide Träume auf dieselbe Weise zu interpretieren.“ Er schildert als Beispiel den Traum eines Mannes, der an der Spitze einer Gruppe junger Männer über ein weites Feld reitet. Der junge Mann überspringt im Traum einen Wassergraben, während die anderen hineinstürzen. Dieser Traum wurde von einem „jungen, vorsichtigen, introvertierten Mann“ geträumt. Jung hörte einen entsprechenden Traum auch von „einem alten Mann mit mutigem Wesen, der ein aktives und unternehmendes Leben geführt hatte“, und zum Zeitpunkt des Traumes krank war und Arzt und Krankenschwester viel Mühe bereitete, weil er ihren Anweisungen nicht folgte. Für Jung war klar, „dass der Traum dem jungen Mann ermutigend sagte, was er tun sollte, dem alten Mann aber klarmachte, was er immer noch tat und was ihm Schwierigkeiten bereite“.[31]
- Für Freud waren die freien Assoziationen seiner Patienten maßgeblich für die Auslegung derer Träume. Unerlässlich für seine Arbeit waren ihm dabei zum einen sein Strukturmodell der Psyche, zum anderen die Forderung, dass zwischen den Bedürfnissen der gesunden Psyche und biologischen Befunden kein Widerspruch bestehen dürfe. Freud kritisierte bei Jung, dass dessen Methode die Naturwissenschaften zu sehr außer Acht lasse. Jung hingegen verstand sich als Empiriker – und somit Naturwissenschaftler – und betont an vielen Stellen seines Werkes die Hypothesenhaftigkeit seiner Begriffe und Konzepte. In seiner Auseinandersetzung mit Freud erörterte er jedoch auch die Bedeutung der persönlichen, individuellen Voraussetzungen des Forschers für die von einem Einzelnen entwickelte Psychologie.[32] Er reflektierte auch über die Grenzen der naturwissenschaftlichen, statistischen Arbeitsweise für subjektive Fragen des Individuums.[33]
- Nach Jung spricht der Traum eine eigene Bildersprache, die es zu verstehen gilt, die jedoch direkt ausdrückt, was der Traum „zu sagen“ hat.[34] Nach Freud wirkt im Traum ein Zensor, der die Traumaussage verzerrt.
- Während nach Freud der Traum eine versteckte Wunscherfüllung bringt, ist der Traum nach Jung ein natürliches Phänomen, das die bewusste Haltung des Ichbewusstseins kompensiert und ausgleicht.[35]

### Calvin Hall
Calvin Hall begründete 1953 eine Theorie, wonach Träume als ein kognitiver Prozess betrachtet werden sollen. Hall argumentierte, dass ein Traum einen Gedanken oder eine Serie von Gedanken darstelle, die einem im Traum widerfahren. Die Traumbilder sind in diesem Sinne visuelle Repräsentationen der persönlichen Vorstellung dieser Gedanken. Nach Calvin Halls Theorie wäre beispielsweise ein Traum, in dem der Träumer von einem Freund angegriffen wird, als Angst vor Freundschaft zu interpretieren.

### Ann Faraday
Ann Faraday war in den 1970er Jahren mitverantwortlich für die steigende Popularität der Traumdeutung. Sie veröffentlichte Bücher zur Trauminterpretation und organisierte Gruppen, in denen Träume erzählt und analysiert wurden. Faraday konzentrierte sich dabei auf die Umlegung der Träume auf bestimmte Lebensereignisse. Im Besonderen stellte Faraday fest, dass die Mehrzahl der Träume auf Ereignisse zurückzuführen sei, die dem Träumer in den letzten ein oder zwei Tagen widerfahren seien.
In den 1980er und 1990er Jahren untersuchten Wallace Clift und Jean Dalby Clift den Zusammenhang zwischen Bildern, die im Traum produziert werden, und dem Wachleben des Träumers. In ihren Publikationen beschrieben sie Muster beim Träumen und Methoden, diese Muster zu analysieren.

### Gestalttherapie
In der Gestalttherapie werden Träume als existenzielle Botschaften des Träumenden betrachtet. Die bekannte psychoanalytische Traumdeutung (rein verbale Arbeit mit den Symbolen und Erforschen des latenten Trauminhalts) wird ersetzt durch die szenische Darstellung des Traumes sowie durch Dialoge (und Rollenwechsel) mit ausgewählten Traumteilen. Der Träumer kann auf diesem Weg die vorkommenden Personen und Gegenstände als enteignete Teile von sich und seiner Umwelt erforschen, erkennen und integrieren.

### Daseinsanalyse
Entsprechend der Daseinsanalyse ist Träumen eine Art In-der-Welt-sein (siehe Heidegger) wie der Wachzustand. Der Unterschied zeichnet sich dadurch aus, dass dem Träumer nur das erscheint, was seiner stimmungsgemäßen Befindlichkeit in hohem Maße entspricht. Träume geben Aufschluss über Offenheit und Verschlossenheit gegenüber den eigenen Seinsmöglichkeiten. Es gibt keine Sinnsuche hinter der erinnerten Traumoberfläche, es werden nur die erkennbaren Bedeutungsgehalte erfragt. Bei der Interpretation des Manifesten (Erinnerten) werden Analogien zwischen Traumgeschehen und Verhaltensweisen, Emotionen und Konflikten in der Wachwelt gesucht. Im Gegensatz zu Freud, der das Unbewusste in Triebwünschen verwurzelt sieht, lehnt Binswanger diese Sicht und Herangehensweise ab und setzt dem eine Ganzheit der Person entgegen, die er mit der Terminologie Heideggers und der Methode Husserls fundiert.

### Klientenzentrierte Psychotherapie
Die Klientenzentrierte Psychotherapie orientiert sich am manifesten Trauminhalt. Bei der Interpretation werden Traumstimmung, -wahrnehmung und -handlung aufgegriffen und als Möglichkeit zur Selbstaktualisierung eingesetzt. Als Selbstaktualisierung wird die innere Kraft zum Wachstum und zur Selbstverwirklichung verstanden.

### Focusing
Der Begründer des Focusing, Eugene T. Gendlin, sieht in der Traumarbeit einen Zugang zu bewusstseinsfernen Persönlichkeitsanteilen. Gedeutet werden körperliche Reaktionen, wenn der Träumer im Wachzustand ein weiteres Mal in die Traumbilder eintaucht. Die Befragung über die körperliche Resonanz, den sogenannten Felt Sense, ermöglicht dabei neue Bedeutungsaspekte. Der Träumer kann auch die Rolle von Teilen seines Traums einnehmen, ähnlich wie bei der Traumarbeit in der Gestalttherapie.

## Neurowissenschaftlich begründete Herangehensweisen
In den Neurowissenschaften sind der Stellenwert und die Sinnhaftigkeit einer tiefenpsychologischen Traumdeutung umstritten. Crick und Mitchison beispielsweise führen das Traumphänomen auf neuronale und kognitive Prozesse des Gehirns zurück, in deren Verlauf unwichtige Verhaltensmodi gelöscht würden; eine Deutung der Träume sei deswegen nicht erforderlich. Andere Wissenschaftler interpretieren bestimmte Befunde ihrer experimentellen Forschung als Bestätigung einiger der Grundannahmen der psychoanalytischen Traumdeutung. Unter anderen sehen Gerhard Roth und Mark Solms eine mögliche Parallele zwischen dem freudschen Unbewussten einerseits und einem speziellen Phänomen andererseits, das sie durch den Vergleich der durch die Tomografie sichtbar gemachten Gehirnprozesse mit den bewussten Denkinhalten der während des Versuchs befragten Probanden entdeckten: Die neuronale Aktivität eines mit einem Bild oder einer zu lösenden Aufgabe konfrontierten Gehirns nimmt eine Weile zu, ohne dass dem Probanden währenddessen ein Gedanke oder Gefühl schon bewusst würde, so scheinen z. B. auch die „Entscheidungen“ bereits lange vor ihrer Bewusstwerdung „gefällt“ zu werden. Roth erachtet dieses Phänomen als indirekten Beleg für das von Freud angenommene Strukturmodell der Psyche, das von wesentlicher Bedeutung für die Traumanalyse ist.